# Museo de Prehistoria de Tera
El Museo de Prehistoria de Tera (en griego: Μουσείο Προϊστορικής Θήρας) es un museo de Prehistoria que se encuentra en Firá, en la isla de Santorini (Grecia). Fue construido en el lugar de la antigua iglesia de Ypapanti, que fue destruida en el terremoto de 1956. El museo alberga un gran número de antiguos objetos de varias excavaciones hechas en Santorini, como en Acrotiri (en la parte suroeste de la isla, en una península), y en el próximo yacimiento arqueológico de Potamos. Debe distinguirse de otro museo diferente que es el Museo Arqueológico de Tera.

## Historia de las excavaciones
Las primeras excavaciones en Santorini fueron dirigidas por el geólogo francés F. Fouque en 1867, después de que algunas personas de la zona encontraron objetos antiguos en una cantera. Más tarde, entre 1895 y 1900, las excavaciones dirigidas por un arqueólogo alemán, el barón Friedrich Hiller von Gaertringen, revelaron las ruinas de la antigua Tera en Mesa Vouno. Se centró en los asentamientos del siglo IX a. C., que creyó que eran de una colonia espartana. Un poco más tarde, R. Zahn excavó en la localidad de Potamos, bajo los auspicios del Instituto Arqueológico Alemán de Atenas. Las excavaciones principales en Acrotiri fueron realizadas bajo la dirección de Spyridon Marinatos, de la Sociedad Arqueológica de Atenas.

## Exposición

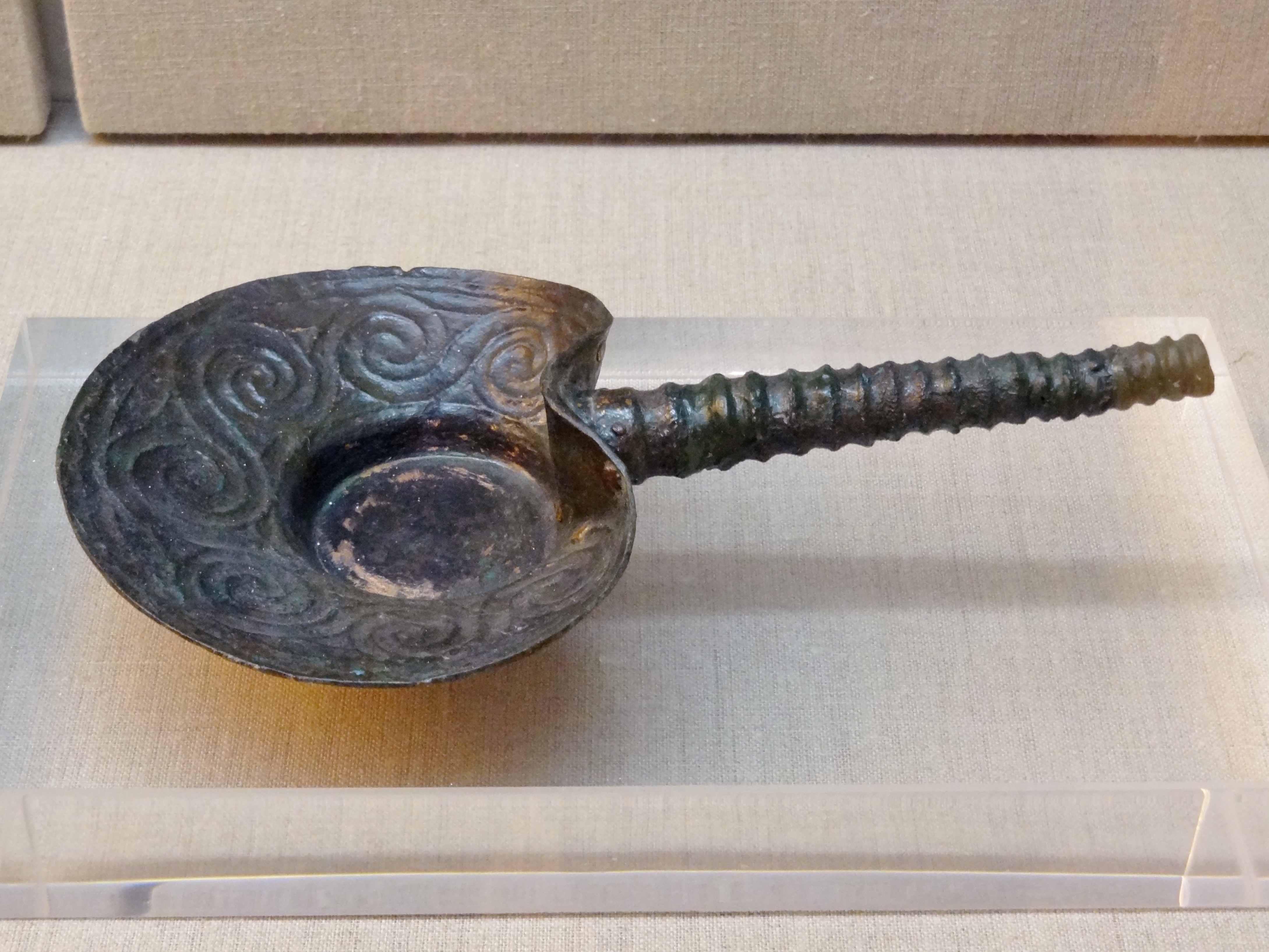
Porta incienso de bronce de Acrotiri expuesto en el Museo de Prehistoria de Tera.

El museo se divide en cuatro zonas temáticas: la historia de la isla, la historia de las excavaciones, la geología de Tera y el periodo de apogeo de Acrotiri.
El museo expone en una zona la historia de la isla empezando por el Neolítico final y llegando al Cicládico final I. La historia de Acrotiri se remonta al 4500 a. C. y la ciudad floreció especialmente durante el período cicládico final I, en el siglo XVII a. C.
Las colecciones se encuentran ordenadas cronológicamente, e incluyen cerámica, esculturas, joyas, murales, y objetos rituales. El arte monumental de los murales se explica con detalle. También se explica la compleja red de contactos que tenía la isla.
El museo expone la cerámica del Neolítico encontrada en la isla, y figuras de mármol y cerámica del cicládico inicial. En particular, el grupo de objetos del periodo de Kastrí ilustra la fase de transición del periodo Cicládico inicial II al Cicládico inicial III. Los objetos relevantes son originarios de los islotes Christiana y de Acrotiri. La cerámica del periodo Cicládico medio se encuentra representada por una serie de jarras que a menudo aparecen decoradas con representaciones de golondrinas. Estos objetos —datados entre los siglos XX y XVIII a. C.— fueron encontrados en Ftellos, Agios Ioannis Eleimona, Megalojori y Acrotiri. También hay objetos de metal del periodo Cicládico inicial procedentes de diferentes yacimientos.
En la zona dedicada al periodo de apogeo de Acrotiri se exponen numerosos objetos que fueron encontrados tras la erupción del volcán de la isla cuando la ciudad se encontraba en un periodo de auge. Estos comprenden utensilios cotidianos, herramientas, objetos de metal, recipientes, moldes de yeso, sellos, pesas y algunas inscripciones en lineal A. Por otra parte, son destacables los frescos, que representan a menudo motivos vegetales, pero también monos y aves.  

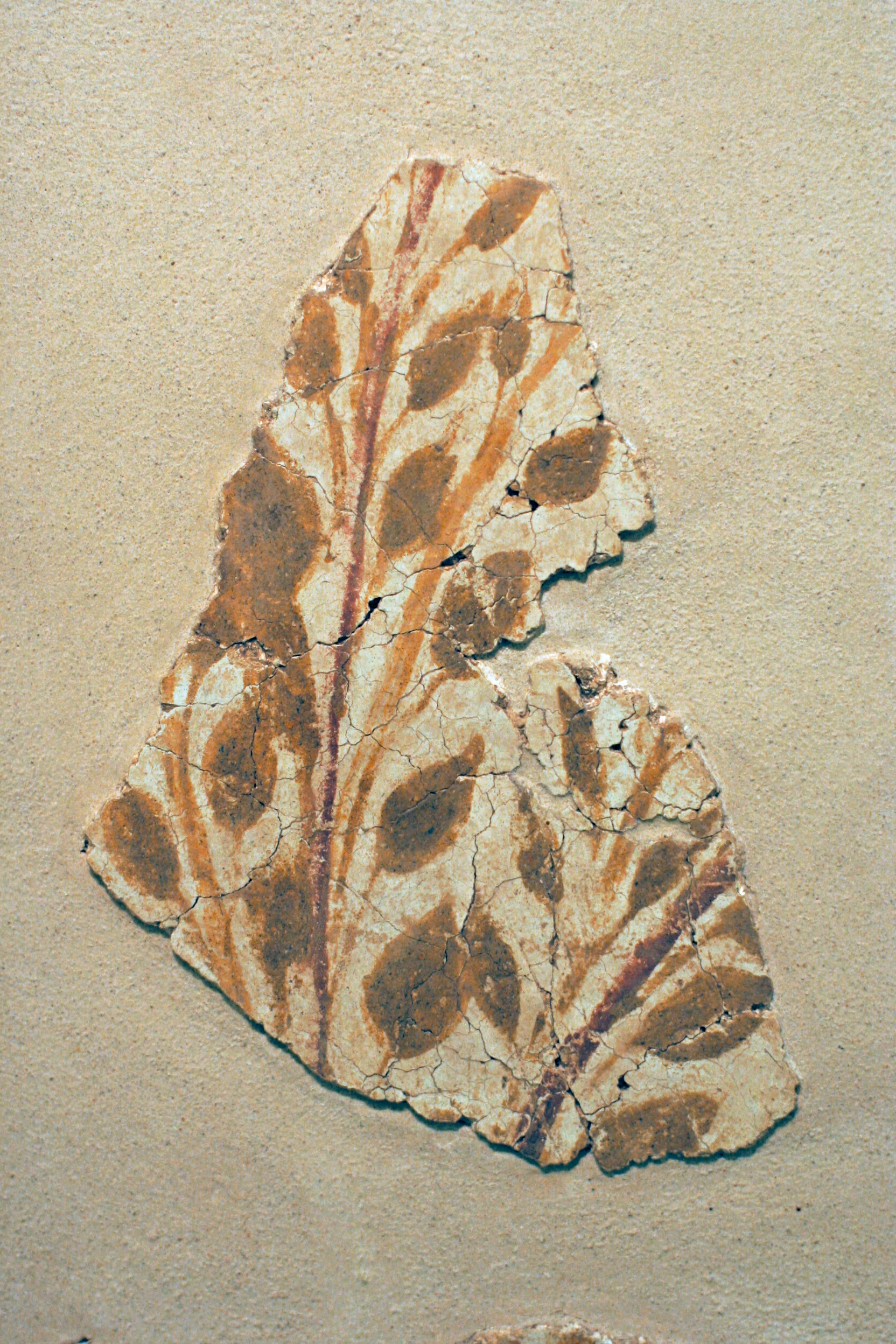
Fragmento de fresco minoico con motivos vegetales.
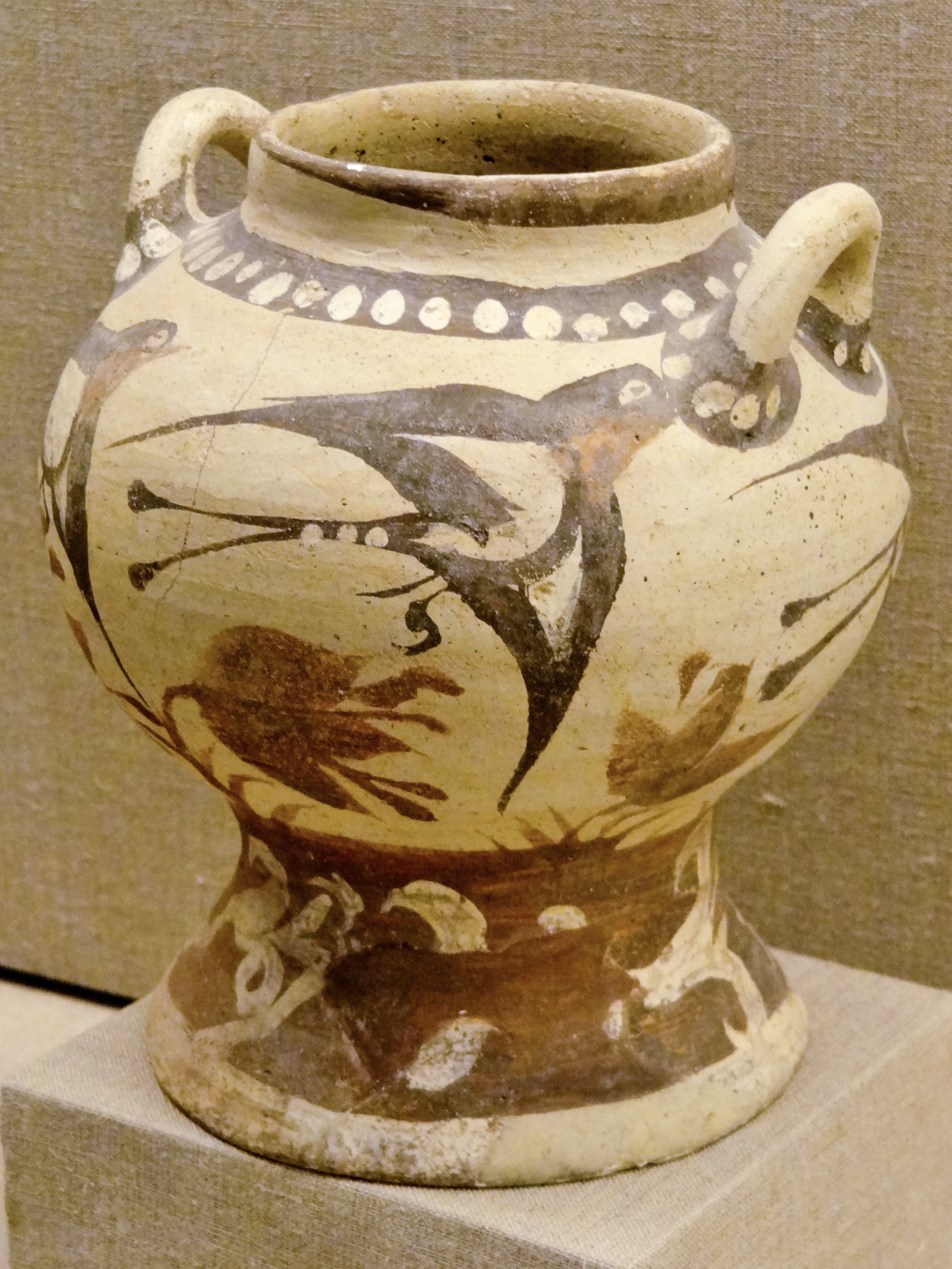
Cántaro cerámico con golondrinas, procedente de Acrotiri (siglo XVII a. C.)
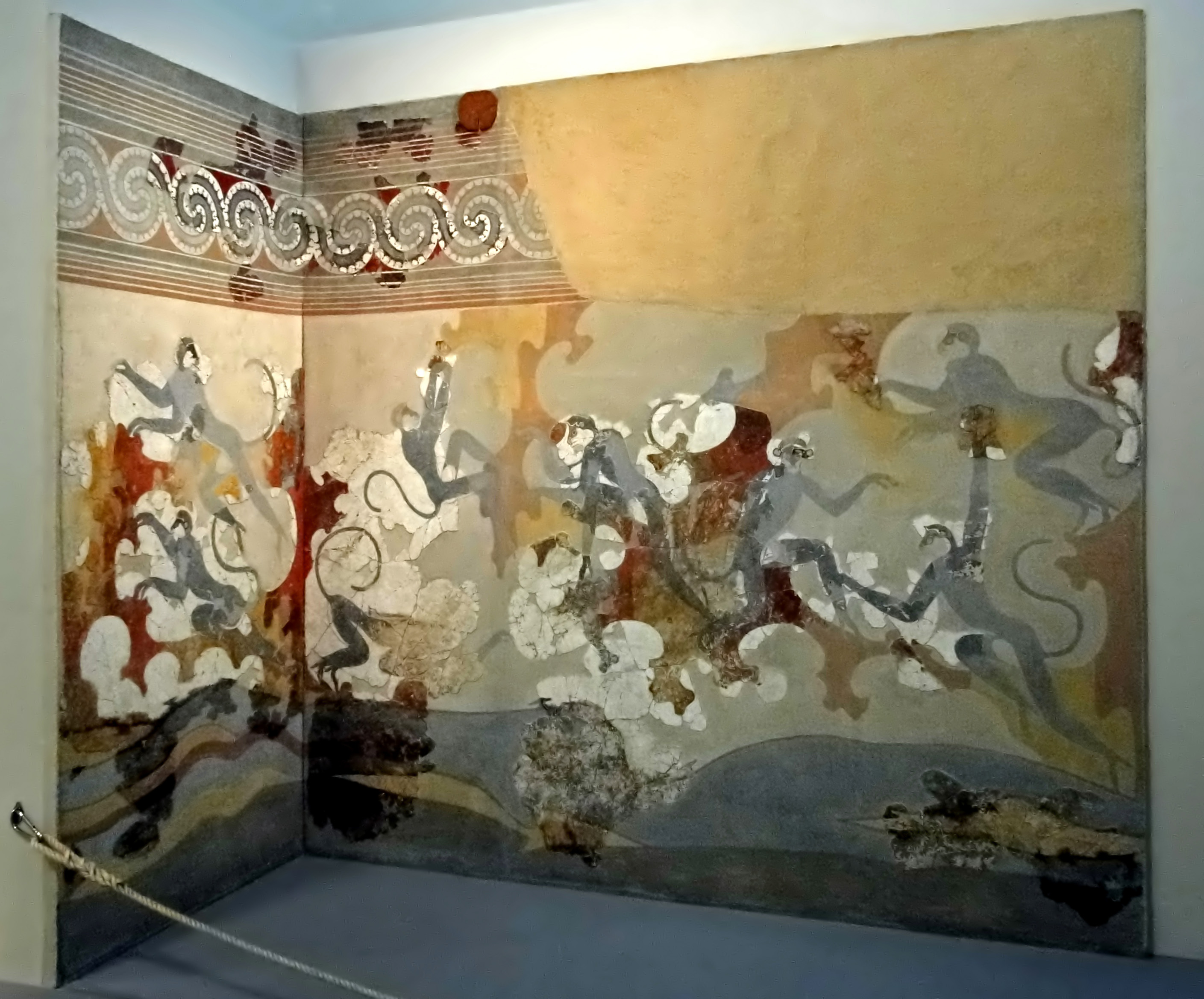
Fresco minoico con monos azules encontrado en Acrotiri.
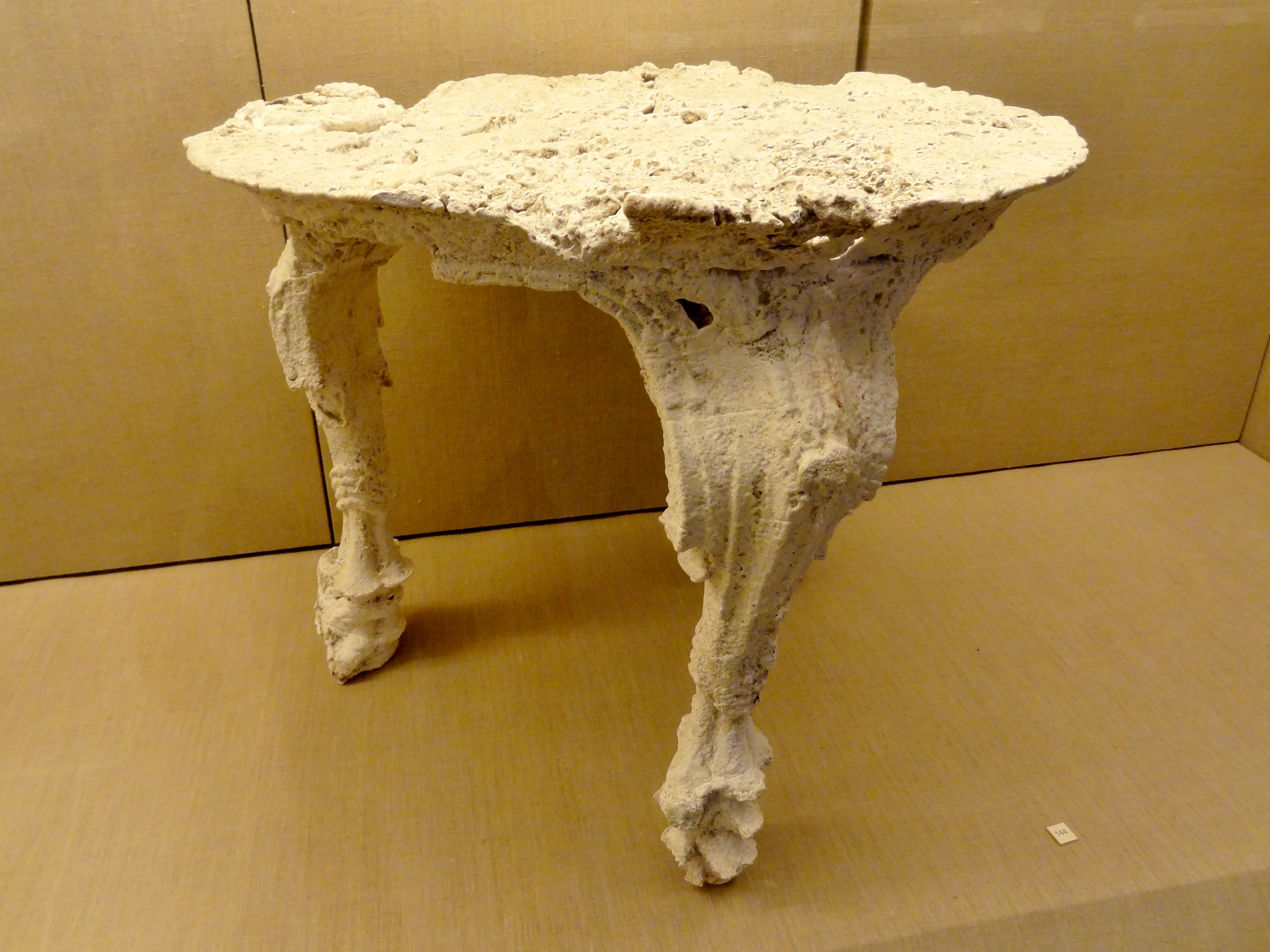
Molde de yeso de una mesa cubierta con ceniza volcánica.